# Nicholas Stern

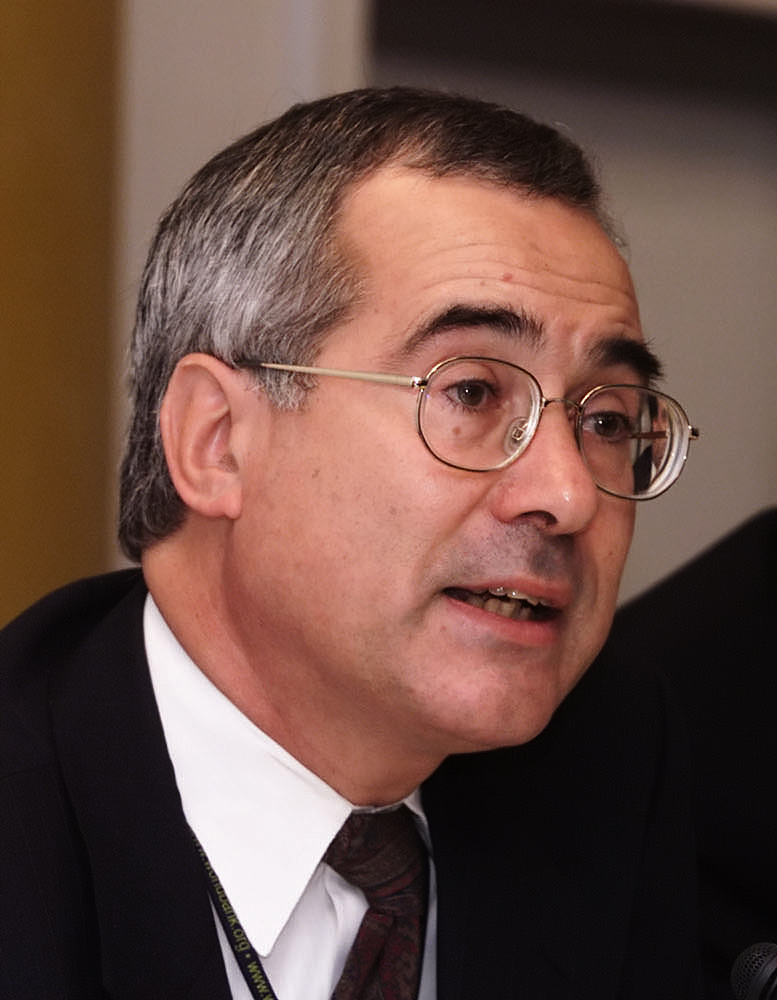
Nicholas Stern.

Nicholas Herbert Stern, Baron Stern van Brentford (22 april 1946) is een Britse econoom en academicus. Stern studeerde aan de Universiteit van Cambridge en vervolgens aan de Universiteit van Oxford. Hij was Hoofdeconoom en Senior Vice-President van de Wereldbank van 2000 tot 2003, en recentelijk economisch adviseur van de Britse overheid. 
In oktober 2006 publiceerde de Britse regering het Stern Review on the Economics of Climate Change, een lijvig rapport over de klimaatverandering dat onder zijn impuls was tot stand gekomen. 
In juni 2007 werd Stern de eerste houder van de I. G. Patel leerstoel aan de London School of Economics and Political Science en hoofd van het nieuw opgerichte India Observatorium van het Asia Research Centre.
Sinds 2008 is hij voorzitter van het toen net opgerichte Grantham Research Institute van de London School of Economics, dat onderzoek doet naar de economische en sociale aspecten van klimaatverandering.
- Bibsys: 90224482
- Bibliothèque nationale de France: cb12278696p (data)
- Catàleg d'autoritats de noms i títols de Catalunya: 981058616644506706
- CiNii: DA01633760
- Gemeinsame Normdatei: 13254461X
- International Standard Name Identifier: 0000 0001 0908 8908
- Library of Congress Control Number: n82218626
- Mathematics Genealogy Project: 124431
- Nationale Bibliotheek van Tsjechië: mub20241212365
- Nationale Bibliotheek van Israël: 987007427830705171
- Nationale Bibliotheek van Polen: a0000002440227
- Nationale en Universitaire bibliotheek Zagreb: 000059659
- Nederlandse Thesaurus van Auteursnamen: 070010021
- Réseau des bibliothèques de Suisse occidentale: 02-A003863670
- Istituto Centrale per il Catalogo Unico: UFIV076984
- Système universitaire de documentation: 031604366
- Virtual International Authority File: 64067094
- WorldCat: E39PBJcGrDmr3GHxg7HxBCj3cP